# Монети євро Ватикану
Монети євро Ватикану — випускаються у фінансовий обіг державою Ватикан. На монетах як правило зображено Папу римського.
Хоча Ватикан не член Європейського союзу, проте внаслідок білатеральних угод встановлено обсяг монет, які він може карбувати. Подібні правові договори мають Сан-Марино і Монако.
У 2002 році Ватикан перейшов на євро за курсом 1 євро = 1936.27 Ватиканських лір. Щорічно Ватикан карбував 670.000 монет, та починаючи з 2004 року ця кількість збільшилася до одного мільйона.

## Перша серія (2002—2005)
Перша серія монет викарбувана з профілем Івана Павла II і випущена у обіг у травні 2005 року.
| 0,01 €        | 0,02 € | 0,05 €           |
| ------------- | ------ | ---------------- |
|               |        |                  |
| Іван-Павло II |        |                  |
| 0,10 €        | 0,20 € | 0,50 €           |
|               |        |                  |
| Іван Павло II |        |                  |
| 1,00 €        | 2,00 € | Ребро 2-€-Монети |
|               |        |                  |
| Іван Павло II |        |                  |

## Друга серія (2 квітня— 19 квітня2005)— періодsede vacante
Після смерті Івана Павла II карбовано у його честь 60.000 монет. На аверсі монет зображено інсиґнії Апостольської палати та герб Камерленга з надписом ·SEDE·VACANTE·MMV·.
Також додатково за наказом камерленга з настанням Sede vacante карбувалися особливі монети з його гербом (камерленга), та на реверсі з голубом і надписом «Veni Sancte Spiritus» — прийди, Святий Духу.
| 0,01 €                                 | 0,02 € | 0,05 €           |
| -------------------------------------- | ------ | ---------------- |
|                                        |        |                  |
| Camera Apostolica кардинала Камерленга |        |                  |
| 0,10 €                                 | 0,20 € | 0,50 €           |
|                                        |        |                  |
| Camera Apostolica кардинала Камерленга |        |                  |
| 1,00 €                                 | 2,00 € | Ребро 2-€-Монети |
|                                        |        |                  |
| Camera Apostolica кардинала Камерленга |        |                  |

## Третя серія (2006—2013)
| 0,01 €       | 0,02 € | 0,05 €           |
| ------------ | ------ | ---------------- |
|              |        |                  |
| Бенедикт XVI |        |                  |
| 0,10 €       | 0,20 € | 0,50 €           |
|              |        |                  |
| Бенедикт XVI |        |                  |
| 1,00 €       | 2,00 € | Ребро 2-€-Монети |
|              |        |                  |
| Бенедикт XVI |        |                  |

## Четверта серія (2014—2016)[3]
| 0,01 €   | 0,02 € | 0,05 €           |
| -------- | ------ | ---------------- |
|          |        |                  |
| Франциск |        |                  |
| 0,10 €   | 0,20 € | 0,50 €           |
|          |        |                  |
| Франциск |        |                  |
| 1,00 €   | 2,00 € | Ребро 2-€-Монети |
|          |        |                  |
| Франциск |        |                  |

## П'ята серія (з березня 2017)
У березні 2017 року вводяться у обіг нові монети євро Ватикану — замість зображення Папи Римського Франциска, тепер на них буде тільки його герб та зірки Європейського Союзу

## Реверс монети
| Номінал.                                   | €0.01 | €0.02 | €0.05 | €0.10 | €0.20 | €0.50 | €1.00 | €2.00 |
| ------------------------------------------ | ----- | ----- | ----- | ----- | ----- | ----- | ----- | ----- |
| 2002                                       | 6.000 | 6.000 | 6.000 | 6.000 | 6.000 | 6.000 | 6.000 | 6.000 |
| 2003                                       | —     | —     | —     | —     | —     | —     | —     | —     |
| 2004                                       | —     | —     | —     | —     | —     | —     | —     | —     |
| 2005                                       | —     | —     | —     | —     | —     | —     | —     | —     |
| 2005 SV                                    | —     | —     | —     | —     | —     | —     | —     | —     |
| 2006                                       | —     | —     | —     | —     | —     | —     | —     | —     |
| 2007                                       | —     | —     | —     | —     | —     | —     | —     | —     |
| 2008                                       | 6.400 | 6.400 | 6.400 | 6.400 | 6.400 | 6.400 | 6.400 | 6.400 |
| — = карбувались лише для пам'ятних наборів |       |       |       |       |       |       |       |       |

## Пам'ятні монети

Рік священиків (2010)